# 宁恰曲
宁恰曲，是中国长江流域的一条河流，汇入通天河右岸，属于长江源水系。河长169千米，流域面积5760平方千米，年均流量15立方米每秒。自然落差1016米。水能理论蕴藏量4万千瓦。